# Rocca Santo Stefano
Rocca Santo Stefano és un comune (municipi) de la ciutat metropolitana de Roma, a la regió italiana del Laci, situat uns 45 km a l'est de Roma. L'1 de gener de 2018 tenia 967 habitants.
Rocca Santo Stefano limita amb els municipis d'Affile, Bellegra, Canterano, Gerano i Subiaco.